# Kim Sung-hong
Kim Sung-hong (김성홍) (nascut el 7 d'agost de 1956) és un director de cinema sud-coreà.

## Filmografia
- Doctor (닥터, Dak teol) (2012)
- Missing (실종, Sil Jong) (2009)
- Say Yes (세이 예스 Sae-yi yaeseu) (2001)
- A Growing Business (신장개업, Shinjang gaeub) (1998)
- The Hole (올가미, Olgami) (1997)
- Deep Scratch (손톱, Sontob) (1994)
- Teenage Coup (열일곱살의 쿠데타 Yeolilgobsaleui coup d'etat) (1991)
- Well, Let's Look at the Sky Sometimes (그래 가끔 하늘을 보자, Geurae gaggeum haneuleul boja) (1990)